# MAD HEAD LOVE/ポッピンアパシー
『MAD HEAD LOVE/ポッピンアパシー』（マッド ヘッド ラブ/ポッピンアパシー）は、米津玄師のメジャー2枚目のシングル。2013年10月23日にユニバーサルシグマからリリース。

## 解説
米津にとって初の両A面、通算2枚目のシングルである。ジャケットや歌詞カード、また盤面などのイラストは、これまでの作品と同様に米津が自ら手掛けている。
- 最初からトラック1の「MAD HEAD LOVE」とトラック2の「ポッピンアパシー」を表裏一体として作ろうとしていた。「MAD HEAD LOVE」がポジティブ（ハイテンション）な曲で、「ポッピンアパシー」が鬱屈としたネガティブを歌った曲[2]。
- ジャケットのイラストは曲を作り終えてから描いたものである。元々、表題曲が「MAD HEAD LOVE」のみだったが、試行錯誤を重ねてイラストを描いていく内に、「MAD HEAD LOVE」のジャケのキャラクターが後ろを向いてるデザインで「ポッピンアパシー」のデザインが完成した。両A面になった理由の１つとして、ジャケットのイラストが対という形で完成してしまった、という事を挙げている[3]。
- 2013年10月30日リリース予定だったが、発売前に諸般の事情により2013年10月23日に変更された。
- 翌年2014年4月23日にリリースされた2ndアルバム『YANKEE』には、「MAD HEAD LOVE」は収録されているものの、「ポッピンアパシー」は未収録となっている。2025年現在、A面の曲並びにミュージックビデオが公開された作品でアルバム未収録なのはこれが唯一である。
- 『2nd Single発売記念「スペシャルプレゼントキャンペーン」！！』と題したキャンペーンが行われた。通常盤または初回盤のCDに付属する帯裏面のバーコード部分を切り取り、ハガキで応募すると抽選でトートバッグ（10名）や壁紙（2,000名）がもらえるというもの。
- 数量限定店舗特典として、「ジャケット絵柄ステッカー」（アニメイト全店）、「片面アナザージャケット」（とらのあな秋葉原店Aを除く全店）があった。
- 同日に自主制作CDの2枚「花束と水葬」、「OFFICIAL ORANGE」のリイシュー（復刻版）が全国流通で発売された。
- ジャケットの表面のキャラクターは「マッドくん」、裏面のキャラクターは「ポッピンくん」である[4]。

## 収録曲
全作詞・作曲：米津玄師

### 初回限定盤
スリーブケース仕様（別絵柄）
CD
1. MAD HEAD LOVE [3:40]
2. ポッピンアパシー [3:51]
3. 鳥にでもなりたい [2:43]

DVD
1. MAD HEAD LOVE Music Video
監督：鎌谷聡次郎。
赤色のテレキャスターを使用した米津玄師本人が出演している。
不思議な発明品の数々と外国人の男女が登場するファンタスティックな映像。
2. ポッピンアパシー Music Video
監督：鎌谷聡次郎。
金色のストラトキャスターを使用した米津玄師本人が出演している。
米津本人が電気カッターや電気ドリルなどを用いて「MAD HEAD LOVE」のMVで登場した不思議な発明品を制作する映像。

### 通常盤
CD
1. MAD HEAD LOVE [3:40]
2. ポッピンアパシー [3:51]
3. 鳥にでもなりたい [2:43]

## 楽曲解説
MAD HEAD LOVE
レコーディングに参加したギターの「中島 宏士」は米津玄師本人の小学生からの幼馴染である。米津が作曲したものにギターを入れてもらう、ということを高校生の頃から彼とは行っていたため、その延長のような感じでアレンジを詰めていけたので楽しかったと本人が公言している。
ポッピンアパシー
バンド形式でレコーディングした「MAD HEAD LOVE」に対して、「diorama」の時と同様、「ポッピンアパシー」は全て一人で製作している。これはデジタル感を強く出したかったからである。。